# UGC 91
UGC 91 es una galaxia espiral localizada en la constelación de Pegaso.